# Skårby station
Skårby station is een plaats in de gemeente Kungälv in het landschap Bohuslän en de provincie Västra Götalands län in Zweden. De plaats heeft 79 inwoners (2005) en een oppervlakte van 13 hectare.